# Saint-Beaulize
Saint-Beaulize é uma comuna francesa na região administrativa de Occitânia, no departamento de Aveyron. Estende-se por uma área de 19,97 km². Em 2010 a comuna tinha 95 habitantes (densidade: 4,8 hab./km²).